# Батинска низина
Батинската низина е низина в Северна България, Средната Дунавска равнина, област Русе, на изток от устието на река Янтра. Разположена е между река Дунав на север и село Батин (Община Борово) на изток. На запад се свързва с Вардимската низина.
Дължината на низината от запад на изток е 7,7 km, максималната ѝ ширина в средата е 800 m, а в западната част – 400 m. Площта ѝ е 5 km2, с превишение от 2,5 до 6 м над нивото на река Дунав. Към дунавския бряг низината е по-ниска в сравнение с челната си част и за предотвратяване заливането ѝ при високи води на реката по крайбрежието е изградена голяма водозащитна дига. Земите са добре усвоени и са заети основно със зърнено-житни култури. На източния висок бряг на низината се намира село Батин.

## Топографска карта
- Лист от карта K-35-4. Мащаб: 1 : 100 000.
- Лист от карта K-35-16. Мащаб: 1 : 100 000.